# Dai zek lo
Dai zek lo é um filme de drama honconguês de 2003 dirigido por Johnnie To e Wai Ka-fai. 
Foi selecionado como representante de Hong Kong à edição do Oscar 2004, organizada pela Academia de Artes e Ciências Cinematográficas.

## Elenco
- Andy Lau
- Cecilia Cheung - Lee Fung-yee
- Cheung Siu-fai - Chung
- Karen Tong
- Chun Wong
- Wong Wa-wo
- Hon Kwok-choi
- Yuen Bun